# MRT THE NEWS
『MRT THE NEWS』（エムアールティー ザ ニュース）は、宮崎放送（MRTテレビ）で放送されていた宮崎県向けのローカルワイドニュース番組である。
番組は、TBSの『総力報道!THE NEWS』とともに2009年3月30日に放送開始し、同番組と同じく2010年3月26日に終了した。MRTのニュースワイド番組としては、『MRTニュースワイド』（1974年10月1日 - 2005年3月25日）、『MRTイブニング・ニュース』（2005年3月28日 - 2009年3月27日）に次いで3代目の番組となる。
当初は『MRTイブニング・ニュース』終了時の出演メンバーが引き続きキャスターを務めていた。その一方でスタジオとジングルは一新され、スポーツコーナーの名称も『MRTニュースワイド』時代から使用してきた「フレッシュEYE」から「MRT SPORTS」へと変更された。また、番組中にTBSからのスポーツコーナーも放送するようになった。
後番組は『MRTニュース Next』。

## 出演者
☆の人物は、前番組『MRTイブニング・ニュース』からの続投。

### キャスター
- 粉川真一☆（2009年9月28日より全曜日担当、番組開始から同年9月25日までは月曜 - 水曜担当）
- 川島恵☆（同上、番組開始から同年9月25日までは水曜 - 金曜担当）

### スポーツ担当
- 椎木麻衣☆
- 榎木まい☆
- 内田智之（2009年10月1日 - ）

### 気象情報担当
- 野田俊一郎☆（気象予報士、『MRTニュースワイド』から続投）

### 途中降板した出演者
- 川野武文☆（木曜・金曜キャスター、番組開始 - 2009年9月25日）
- 竹内真理☆（月曜・火曜キャスター、同上）
- 下登彩（スポーツ担当、同上）

## 放送時間
いずれも日本標準時。
- 月曜 - 金曜 18:05 - 18:45（2009年3月30日 - 2009年9月25日）
- 月曜 - 金曜 18:00 - 18:40（2009年9月28日 - 2010年3月26日）